# 羅馬尼亞國家圖書館
羅馬尼亞國家圖書館（羅馬尼亞語：Biblioteca Naţională a României）是羅馬尼亞的國家圖書館，收藏所有者羅馬尼亞出版的書籍。在羅馬尼亞共產主義時期，羅馬尼亞國家圖書館曾名為羅馬尼亞中央國家圖書館。1986年，羅馬尼亞國家圖書館開始建設新館，但在1989年革命之後新館的建設因缺乏資金而一度暫停。2009年，新館重新建設並在2011年竣工。2012年，新館正式開放。

## 外部連結
- 官方网站 （Romanian）